# Apura xylodryas
Apura xylodryas es una especie de polilla de la familia Tortricidae. Se encuentra en Samoa.